# 独龙江紫堇
独龙江紫堇（学名：Corydalis dulongjiangensis）为罂粟科紫堇属下的一个种。

## 扩展阅读
- 維基物種上的相關：独龙江紫堇